# Adok Adelabu
Adok Adelabu – nigeryjski piłkarz grający na pozycji pomocnika. W swojej karierze grał w reprezentacji Nigerii.

## Kariera reprezentacyjna
W 1982 roku Yantchio został powołany do reprezentacji Nigerii na Puchar Narodów Afryki 1982. Zagrał w nim w jednym meczu grupowym, z Zambią (0:3).